# 진해용원고등학교
진해용원고등학교(鎭海龍院高等學校)는 대한민국 경상남도 창원시 진해구 용원동에 있는 공립 고등학교이다.

## 학교 연혁
- 2006년 3월 1일 : 진해용원고등학교 6학급 개교 (인가 8학급)
- 2006년 3월 1일 : 제1대 성정기 교장 취임
- 2006년 3월 4일 : 제1회 입학식(6학급 196명 입학)
- 2014년 3월 1일 : 진해용원고등학교 1학급 증설(총 21학급)
- 2017년 3월 1일 : 진해용원고등학교 특수 1학급 증설(총 22학급)
- 2022년 3월 1일 : 제7대 이오열 교장 취임
- 2025년 2월 5일 : 제17회 졸업증서 수여식(209명, 총 3826명 배출)
- 2025년 3월 4일 : 제20회 입학(10학급 300명)

## 참고 자료
- 진해용원고등학교 - 한국교육학술정보원 학교알리미